# Communauté de communes Val et plateaux bortois
La communauté de communes Val et plateaux bortois est une ancienne communauté de communes française, située dans le département de la Corrèze, en région Nouvelle-Aquitaine.

## Composition
Elle regroupait dix communes de la Corrèze en 2016 :

| Nom                     | Code Insee | Gentilé           | Superficie (km2) | Population (dernière pop. légale) | Densité (hab./km2) |
| ----------------------- | ---------- | ----------------- | ---------------- | --------------------------------- | ------------------ |
| Bort-les-Orgues (siège) | 19028      | Bortois           | 15,07            | 2 487 (2022)                      | 165                |
| Confolent-Port-Dieu     | 19167      |                   | 8,47             | 41 (2022)                         | 4,8                |
| Margerides              | 19128      | Margeridois       | 11,8             | 284 (2022)                        | 24                 |
| Monestier-Port-Dieu     | 19142      |                   | 18               | 133 (2022)                        | 7,4                |
| Saint-Bonnet-près-Bort  | 19190      |                   | 17,14            | 188 (2022)                        | 11                 |
| Saint-Julien-près-Bort  | 19218      |                   | 30,63            | 401 (2019)                        | 13                 |
| Saint-Victour           | 19247      | Saint-Victouriens | 14,79            | 194 (2022)                        | 13                 |
| Sarroux                 | 19252      | Sarrousiens       | 23,76            | 444 (2019)                        | 19                 |
| Thalamy                 | 19266      |                   | 11,84            | 104 (2022)                        | 8,8                |
| Veyrières               | 19283      |                   | 4,1              | 82 (2022)                         | 20                 |

## Historique
Le 1er janvier 2014, la communauté de communes Val et plateaux bortois naît de la fusion de la communauté de communes de Bort-les-Orgues, Lanobre et Beaulieu avec la communauté de communes du Plateau Bortois et la commune de Sarroux.
Le 31 décembre 2015, le périmètre de la communauté de communes est réduit à la suite du retrait des communes de Beaulieu et Lanobre.
Le 31 décembre 2016, la  communauté de communes Val et plateaux bortois fusionne avec plusieurs intercommunalités pour former Haute-Corrèze Communauté.

## Administration
| Période | Période       | Identité                     | Étiquette | Qualité |
| ------- | ------------- | ---------------------------- | --------- | --- |
| 2014    | décembre 2016 | Nathalie Delcouderc-Juillard | PS        | Maire de Bort-les-Orgues (2001-2020) Vice-présidente du Conseil régional de la région Nouvelle-Aquitaine (2016-2017) |